# Youssef Baba
Youssef Baba (arabisch يوسف بابا, DMG Yūsuf Bābā; * 7. August 1979 in Khénifra) ist ein ehemaliger marokkanischer Leichtathlet, der sich auf den Mittelstreckenlauf spezialisiert hat. Seine Spezialstrecke waren die 1500 Meter und über diese Distanz siegte er 2000 in Algier bei den Afrikameisterschaften.

## Sportliche Laufbahn
Erste internationale Erfahrungen sammelte Youssef Baba vermutlich im Jahr 1999, als er bei den Weltmeisterschaften in Sevilla mit 3:48,08 min in der ersten Runde im 800-Meter-Lauf ausschied. Zudem gewann er bei den Panarabischen Spielen in Irbid in 3:43,91 min die Silbermedaille hinter dem Tunesier Ali Hakimi. Im Jahr darauf wurde er bei den Crosslauf-Weltmeisterschaften 2000 in Vilamoura in 11:53 min 29. im Einzelrennen über die Kurzdistanz und sicherte sich in der Teamwertung die Bronzemedaille hinter den Teams aus Kenia und Äthiopien. Im Juli siegte er bei den Afrikameisterschaften in Algier in 3:42,07 min über 1500 Meter, ehe er bei den Olympischen Sommerspielen in Sydney mit 3:56,08 min im Finale auf den zwölften Platz gelangte. 2001 schied er bei den Hallenweltmeisterschaften in Lissabon mit 3:49,46 min in der Vorrunde aus und wurde kurz darauf bei den Crosslauf-Weltmeisterschaften in Ostende in 13:19 min 22. über die Kurzdistanz. Im Juli belegte er bei den Spielen der Frankophonie in Ottawa in 3:46,52 min den fünften Platz über 1500 Meter, ehe er bei den Weltmeisterschaften in Edmonton mit 3:44,90 min im Halbfinale ausschied. Bei den Crosslauf-Weltmeisterschaften 2002 in Dublin klassierte er sich mit 12:57 min auf dem 48. Platz über die Kurzdistanz und im August belegte er bei den Afrikameisterschaften in Radès mit 3:48,20 min den neunten Platz. 2004 belegte er bei den Hallenweltmeisterschaften in Budapest in 3:57,79 min den siebten Platz und schied im Sommer bei den Olympischen Sommerspielen in Athen mit 3:42,96 min im Semifinale aus. Daraufhin siegte er in 3:46,32 min bei den Panarabischen Spielen in Algier.
2005 gewann er bei den erstmals ausgetragenen Islamic Solidarity Games in Mekka in 3:47,61 min die Silbermedaille über 1500 Meter hinter dem Algerier Tarek Boukensa und belegte bei den Mittelmeerspielen in Almería in 3:47,02 min den siebten Platz. Im August schied er bei den Weltmeisterschaften in Helsinki mit 3:42,12 min im Halbfinale aus und im Dezember gewann er bei den Spielen der Frankophonie in Niamey in 3:46,84 min die Silbermedaille hinter seinem Landsmann Yassine Bensghir. Im Jahr darauf belegte er bei den Hallenweltmeisterschaften in Moskau in 3:49,25 min den neunten Platz und 2007 gelangte bei den Weltmeisterschaften in Osaka mit 3:38,78 min im Finale auf Rang 14. Im Jahr darauf belegte er bei den Hallenweltmeisterschaften in Valencia in 3:44,50 min den achten Platz und im August schied er bei den Olympischen Sommerspielen in Peking mit 3:42,13 min in der ersten Runde aus. 2011 beendete er dann seine aktive sportliche Karriere im Alter von 32 Jahren.

## Persönliche Bestzeiten
- 1500 Meter: 3:32,13 min, 11. Mai 2007 in Doha
  - 1500 Meter (Halle): 3:36,89 min, 18. Februar 2001 in Birmingham
- Meile: 3:52,85 min, 28. Juli 2000 in Oslo
  - 2000 Meter (Halle): 4:58,93 min, 25. Februar 2001 in Liévin
  - 3000 Meter (Halle): 7:51,87 min, 27. Januar 2001 in Karlsruhe
  - 2 Meilen (Halle): 8:21,14 min, 20. Februar 2000 in Birmingham